# Impatiens psittacina
Impatiens psittacina, es una especie herbácea perteneciente a la familia Balsaminaceae. Es originaria  de Asia sudoriental , que fue descrito por el botánico Joseph Dalton Hooker que la destacó por sus flores que se asemejan a una "cacatúa en vuelo". Se encuentra en Tailandia, Birmania y partes de la India.

## Historia
Impatiens psittacina, es una muy rara especie de Impatiens descubierta en el Estado Shan de Birmania  por A.H. Hildebrand, un oficial británico. Las semillas de la misma se presentaron al Royal Gardens (Kew) en 1899 y floreció en 1900, una descripción fue publicada en 1901 por Joseph Dalton Hooker.
La muestra en Kew no produjo semillas, pero las cápsulas se dijo que no explotan y dispersan las semillas, como en muchos Impatiens.
La especie crece en estado silvestre en una pequeña región del norte de Tailandia (cerca de Chiang Mai), Birmania y en el estado indio nororiental de Manipur. Se llama la flor loro porque su flor tiene un parecido a un loro en vuelo cuando se ve desde el lado.

## Descripción
La planta es erecta y las ramas crecen de forma compacta a una altura de alrededor de medio metro. Al igual que otras especies de Impatiens tiene tallos gruesos, las hojas tienen un margen serrulado. La flor es morada claro y rojo carmín. Los sépalos laterales son de color verde brillante. El sépalo inferior es protuberante y se estrecha en un espolón con forma de gancho con punta de carmín. El pétalo dorsal es orbicular y encapuchado, mientras que los laterales son largos pétalos unidos.

## Taxonomía
Impatiens psittacina fue descrita por Joseph Dalton Hooker y publicado en Bot. Mag. 127: t. 7809. 1901
Etimología
Impatiens: el nombre científico de estas plantas se deriva de impatiens (impaciente), debido a que al tocar las vainas de semillas maduras estas explotan, esparciéndolas  a varios metros. Este mecanismo es conocido como balocoria, o también como "liberación explosiva".
psittacina: epíteto derivado el griego ψιττακος, psittac = "loro" e ina = "parecido a", donde alude a su flor parecida a un loro en vuelo.